# Miosula media
Miosula media — викопний вид сулоподібних птахів родини сулових (Sulidae), що існував в пізньому міоцені в Північній Америці. Рештки знайдені в кар'єрі Ломпок у відкладеннях формації Монтерей в  Каліфорнії (США).